# Alberto Comesaña
Alberto Comesaña García (Vigo, 1 de agosto de 1961) es un cantante español conocido por formar parte del dúo Amistades Peligrosas.

## Trayectoria artística

### Semen Up (1984-1989)

#### Orígenes
Mientras estudiaba la carrera de Ingeniería agrícola en Lugo de 1978 a 1983, empezó como DJ en el pub Stilton de la ciudad. Allí comenzaron sus contactos con músicos, entre ellos Pedro López-Cabanillas, quien arregla dos de sus primeras canciones con el estilo que el propio Alberto había creado, el "Porno Pop". Se trata de un pop elegante y sofisticado con letras muy subidas de tono; esas canciones eran "Lo estás haciendo muy bien" y "El refresco". Graban ambos temas en una maqueta con la que se presentan al certamen del II Festival Pop Rock de La Coruña ya con la denominación Semen Up como grupo.
Aunque su paso por dicho festival fue más bien discreto, sin duda la falta de experiencia en el escenario jugó una mala pasada, lejos de desanimarse Alberto Comesaña congregó a su alrededor a una serie de músicos de Lugo entre los que destacaban el propio Pedro López-Cabanillas, Javier Debesa (Os Resentidos) y Tino López. Esta formación permanece hasta 1984, año en el que Alberto regresa a Vigo para terminar su proyecto de fin de carrera. Allí establece amistad con una orquesta llamada Lazos, cuyos componentes pasarían a ser la segunda formación de Semen Up. Renato Cebada al saxo, José Taboas al bajo, Fernando "Cholo" Soto a la batería, Fernando Quesada a los teclados y Celso Fandiño a la guitarra. Con esta segunda formación el grupo graba una maqueta más profesional que les da acceso a su primer contrato discográfico con el sello independiente Nuevos Medios.

#### Cronología
- 1985 En junio se edita su primer mini LP que incluye los temas "Lo estás haciendo muy bien", "Bésame", "La máquina” y "No insistas", con la producción del portugués Sérgio Castro, quien también se incorpora a la banda. Ese mismo mes ganan el concurso de TVE1 Don Domingo, pero la canción ganadora, "Lo estás haciendo muy bien", es censurada en el programa musical Tocata de la misma cadena. Ese año se convierten en el 2º grupo revelación de 1985 tras El Último de la Fila, ganan los premios de RNE al Mejor Mini LP del Año y a la Segunda Mejor Canción del Año. Durante ese mismo año y el siguiente actuarían por todo el territorio nacional y Portugal.
- 1986 Abandonan el grupo Fernando Quesada, José Taboas, Celso Fandiño y Sérgio Castro y entran Javier Alfageme al bajo, Pedro González a la guitarra y Gonzalo Gil a los teclados. Con esta formación editan su segundo mini LP con Nuevos Medios, "La agonía del Narciso". La producción corre a cargo de Julián Ruiz, quien imprime un sonido muy en el estilo de Frankie Goes to Hollywood. Los temas de este disco son: "introducción", "Solo me puedo bastar", "Amor de invernadero", "No te burles", "Tú y yo" y "Lo estás haciendo muy mal". Al grupo le pasa factura la censura y poco a poco dejan de tener presencia a nivel nacional, pero manteniéndola, a nivel autonómico, en Galicia, España. Siendo uno de los grupos de referencia del pop gallego y colaborando activamente con la TVG haciendo sintonías de sus programas especiales, así como cuñas promocionales para Adolfo Domínguez, además de ejercer como modelo fotográfico para la revista internacional de moda L'Uomo. Ese año Fernando Soto y Javier Alfageme son sustituidos por Javier Martínez (Bar) y Luís García (Golpes Bajos)
- 1987 Se edita su tercer mini LP, "Vuelve el hombre", ya con la compañía Twins y de la mano de Paco Martín, que fue el primer A&R que se fijó en el grupo, aunque anteriormente había perdido la puja para el primer disco. Las canciones eran "Dame calor", "Pido discreción", "Vuelve el hombre", "Guapa", "Tu novia está loca" y "No te olvidé". En ese año Alberto Comesaña graba una serie de TVE titulada "El expreso de Perpiñán" junto a Aitana Sánchez-Gijón y Semen Up viaja a Bolonia, Italia. Representando a España en un festival de música alternativa. Renato Cebada abandonaría el grupo.
- 1988 Twins edita el cuarto trabajo de Semen Up, que sería el único LP del grupo. Titulado "El gusto es mío" destacan como singles "La reina de la fiesta" y "Bendita seas". Alberto empieza a trabajar en TVG como productor y presentador en el programa musical "A tumba aberta" y colabora como jurado en el programa "4x4".
- 1989 Se edita el quinto y último trabajo de Semen Up, "Madurez", del que se extrae el sencillo "Alí Baba". Alberto se embarca en la gira promocional de Los 40 Principales en verano a pesar de que su grupo está vetado en dicha cadena de radio. El grupo ya no tenía muchas salidas.

Después de esta etapa en Semen Up Alberto se trasladaría en junio de 1989 a Madrid con el objetivo de iniciar una nueva carrera en solitario. Aprovecha para hacer sus primeros escarceos en la interpretación, participando en spots publicitarios y en una película coproducida por RAI y TVE, titulada "Batalla salvaje" y en la que interpreta a un futbolista ítalo-argentino Raimundo Orsi de 1932. Al año siguiente comenzaría a trabajar como profesor de doblaje. Entre sus alumnos más destacados estaría Javi Nieves, actual locutor de COPE y Cadena 100.

### Amistades Peligrosas (1991 - 1998)

#### Cronología
- 1991 De la mano de Luis Carlos Esteban forma junto a Cristina del Valle el dúo Amistades Peligrosas que, gracias a la compañía EMI y su A&R Javier Lozano, entra con fuerza en el mercado discográfico español e internacional con canciones como "Estoy por ti" y "Africanos en Madrid".
- 1992 Amistades Peligrosas realiza una gira de más de 90 conciertos y viaja por primera vez a Chile, donde alcanza su primer Disco de Oro. En España consigue el doble Disco de Platino (200.000 copias vendidas). La banda que le acompaña ese año está formada por Carlos de France (bajo), Juan Carlos López (batería), Luís Cabañas (guitarra) y Javier Coble (teclados).
- 1993 Graba su segundo LP, La última tentación, donde se incluye el éxito "Me haces tanto bien". Se venden 300.000 unidades en España y es Disco de Oro en Argentina y México. Tiene un gran alcance en Latinoamérica y en todas las canciones se hace notar el sello de Alberto Comesaña como compositor.
- 1994 El dúo realizan otra extensa gira por más de 80 ciudades de España y por primera vez viaja a Argentina, Colombia, Estados Unidos y México, recalando de nuevo en Chile. En Colombia actúan junto a Jon Secada ante 10.000 personas.
- 1995 Graba su tercer álbum, La profecía, y Alberto Comesaña y Cristina del Valle terminan su relación sentimental pero continúan a nivel profesional; y regresa a Colombia para actuar en un macro festival que celebra la inauguración de EMI en Colombia y que cuenta con lo mejor de los grupos latinoamericanos del momento.
- 1996 Sale a la venta La profecía, que alcanza el número 2 en las listas de ventas. Los temas que obtienen mayor repercusión son "Me quedaré solo", "El príncipe valiente" y "Ángelus". Sin duda supuso la etapa cumbre en la carrera de Amistades Peligrosas. Realizaron una gira de más de 80 conciertos acompañados por una banda muy sólida, formada por músicos de calidad como Cristian Constantini (batería), Jorge D'Amico (guitarra y voz), JC Mendoza (bajo), Juan Carlos Melián (percusión), Larry García (teclado), Ángel Luis Samos (teclado) y Fernando González (guitarra y voz).
- 1997 Amistades Peligrosas publica su cuarto disco de estudio Nueva era, en el que destacan los temas "Nada que perder" y "Pala o escuela". Alberto Comesaña empieza a trabajar como presentador del programa Con perdón en Televisión de Galicia (TVG)
- 1998 Última gira de Amistades Peligrosas con más de 60 actuaciones.

### Carrera en solitario

#### Cronología
- 1998 En paralelo a la gira de Amistades Peligrosas, Alberto Comesaña compatibiliza su faceta como presentador de televisión con la producción del proyecto "Jacobsland", con Anxo Lorenzo como gaitero invitado. Se trata de un espectáculo temático por encargo de Jacobeo 99 y dedicado al Camino de Santiago y a Galicia. Se realizan 7 actuaciones en esa región, culminando en Sangenjo (Pontevedra) en agosto de ese año con la grabación de un especial de televisión y la realización de un musical titulado "La historia de Galicia".
- 1999 Se edita el proyecto "Jacobsland" y Alberto empieza a componer el grueso de las canciones que formaran parte de su primer disco en solitario.
- 2000 Hispavox edita “Perversiones”, un disco muy elaborado producido por Marco Rasa y grabado por Álvaro Mata, al cual la compañía apenas prestó atención. En septiembre Alberto recibe la carta de libertad, tres meses después de la salida del disco.
- 2000 - 2001 Alberto colabora como comentarista deportivo en el programa de La Cope “Tiempo de juego”, de José Antonio Abellán.
- 2002 Regresa a la Televisión de Galicia para presentar “Bravo polos Amigos” y realiza más de 35 conciertos por Galicia y Castilla y León en compañía de María Rúa, colaboradora también del programa.
- 2003 Se reúnen Amistades Peligrosas para editar su último disco bajo esta denominación, llamado “La Larga Espera”. La gira se prolonga hasta 2005. Ese año Alberto colabora con CityFM con un programa de monólogos.
- 2004 Alberto Comesaña participa en el reality de Antena 3 "Supervivientes La Selva de los FamoS.O.S.". Ese mismo año es invitado por El Pulpo a participar en la gira “El Pop Que Llevas Dentro” junto a Pablo Perea (La Trampa) y Manuel España (La Guardia)
- 2005 Alberto participa en un musical de Navidad junto a Roberto Gil e Isidro Arenas (Tennessee) y allí conoce a Yolanda Yone, a quien invita a colaborar en su próximo proyecto.
- 2006 Alberto crea "Protección Solar" y “Monologos Chill Out de Autoayuda”, una serie de recitados con música de fondo que adentra a Alberto y a Yolanda en el mundo de los teatros y centros culturales. Se hacen acompañar de Alexis Hernández en el piano y del Ballet de Pilar Domínguez.
- 2007 Se edita el disco "Protección solar" bajo el sello de la Fundación Autor y se graba el concierto para Antena 3 con dicho espectáculo. Alberto crea en su localidad de residencia, Boadilla del Monte (Madrid) , el Festival "80ADILLA", con la participación de Antonio Vega, Los Limones, Tennessee, 3ª República, Cómplices, La Frontera y Rey Lui.
- 2008 Alberto Comesaña empieza a trabajar en la Casa de Cultura de Boadilla del Monte gestionando su fonoteca y los locales de ensayo. Desde allí Impulsa actividades de promoción de los grupos locales como fue el Boajam. Paralelamente y junto a Amancio Giménez, de Tennessee, y Santi Sánchez, ex Los Inhumanos, crean el espectáculo multi artista "Pop Tour".
- 2009 Edita "C’est la vie", que contiene los éxitos de Amistades Peligrosas cantados con Yolanda Yone y realiza un jingle publicitario para el agua mineral “Penafiel”, de México, con el tema “Me haces tanto bien".

##### Pop Tour
Desde su creación en 2008 "Pop Tour" propone una nueva fórmula de espectáculo musical en vivo: 6 artistas procedentes de diferentes grupos comparten la misma banda e interpretan en directo los temas que les hicieron populares. La primera formación de "Pop Tour" contaba con Carmelo López de El Norte, Pablo Perea de La Trampa, Tennessee, Alberto Comesaña y Yolanda Yone, Bernardo Vázquez de Los Refrescos y Santi Sánchez ex Los Inhumanos.
Otros artistas que pasaron por "Pop Tour" en los siguientes años fueron Cómplices, Javier Ojeda de Danza Invisible, Manuel España de La Guardia, Miguel Costas de Siniestro Total, Manolo Tena, Guaraná, Carlos Segarra de Los Rebeldes, Marta Botía de Ella Baila Sola, Nacho Campillo de Tam Tam Go!, Nacho García Vega de Nacha Pop, Carlos García-Vaso de Azul y Negro, Javier Andreu de La Frontera, Luis Farnox de El Mecánico de Swing y Rey Lui.
- 2010 - 2011 Alberto Comesaña participa como miembro del jurado del programa de la 7 Televisión Región de Murcia “Los 7 Magníficos”. En 2011 comienza la gira latinoamericana de PopTour junto a Cómplices, Ella Baila Sola y Javier Ojeda de Danza Invisible. Actúan en Lima, Tuxtla Gutiérrez y Morelia (México).
- 2012 Alberto, Yolanda, Marta Botía y Rocío Pavón actúan en América ofreciendo su espectáculo en los casinos Enjoy de Chile y en el María Angola de Lima.
- 2013 Repiten la gira por los casinos Enjoy de Chile y Alberto interviene en el musical "Escuela de calor", sobre canciones de la Movida madrileña. Participa además en el musical “Edgar”, basado en Edgar Allan Poe, junto a Naim Thomas y Chus Herranz.
- 2014 Durante febrero y marzo realiza una gira de verano en Chile y Perú. Yolanda Yone decide potenciar su carrera en solitario y abandona la compañía de Alberto para trasladarse a Barcelona. En marzo arranca la gira “La Edad De Oro Del Pop Español” junto a Joaquin Padilla de Iguana Tango, Pablo Perea, de La Trampa y Chus Herranz. Les acompañan los músicos Borja Montenegro, Ricardo Esteban, Pedro Roncero y David Rodríguez. En mayo realiza una nueva visita a Chile, esta vez acompañado de Chus Herranz. En agosto graba un DVD en ese mismo país, en el casino Monticello y junto a Ella Baila Sola. Allí se estrena como compañera de dúo Simoney Romero.
- 2015 En enero y febrero viaja de nuevo a Chile. Es noticia internacional al verse involucrado en un error administrativo con su visa de trabajo en el país. Numerosos medios se hacen eco de la noticia de que había sido detenido. Pocos días después de ese incidente sale publicado su nuevo disco en solitario, "Eros I Thanatos”, del que se extrae el sencillo “Donde Estes”, dedicado al fallecido Germán Coppini (Golpes Bajos).
- Desde 2014 hasta ahora esta dedicado en exclusiva a su proyecto "La Edad de Oro del Pop Español". En compañía de Pablo Perea, Joaquin Padilla y Chus Herranz desde 2014 al 2017 y siendo sustituidos estos últimos por Rafa Blas (ganador de La Voz 2012) y Patricia Aguilar (Tu cara no me suena todavía de Antena 3) en 2018.
- En 2019 Ficha por la Compañía Sonogrand y edita un sencillo titulado "En Shock" Con una letra dedicada soterradamente a Cristina y con un video centrado en denunciar la dependencia del los dispositivos móviles, llegando a ser reconocido por la DGT como campaña de concienciación sobre el peligro de las distracciones al volante.
- En 2020 En junio y en plena pandemia del Covid 19, coincide de manera accidental con Cristina del Valle en el concierto que realiza el grupo Mastodonte de Assier Etxeandia, Enrico Barbaro y Pino Rovereto en Madrid. Después de limar asperezas y recordar los buenos tiempos, deciden darse una tercera oportunidad, planificando lo que será una gira 30 aniversario para 2021, con un tema inédito titulado "Alto el Fuego" y una gira "Pecado Original".
- en 2022 y 2023 inician gira por Latinoamérica, Chile, Colombia, Mexico, Cuba. Se edita una versión producida por Aleck Syntek de “me haces tanto bien”
- 2024 Chile, EEUU (Austin)  y perú  (lima y Trujillo)
- 2025 Puerto varas, Valvidia, Temuco, Concepcion, Chillan teatro Sangines en santiago e Iquique en Chile, Bogota en Colombia y Arequipa y Lima en Perú, a parte de continuar su gira en España participando en múltiples festivales 80 90

- Datos: Q969302